# Tobías y el ángel (Verrocchio)
Tobías y el ángel (en italiano, Tobiolo e l'angelo) es una pintura de tema religioso, terminada entre los años 1470 y 1480 por el pintor renacentista italiano Andrea del Verrocchio. Hoy se encuentra en la Galería Nacional de Londres que la adquirió en 1867.
La escena de la pintura está inspirada en el Libro de Tobías, del Antiguo Testamento. Tobías es enviado por su padre a cobrar un dinero depositado en Media, en el viaje es acompañado por el Arcángel Rafael.
En este trabajo, Verrocchio representa a Tobías y Rafael caminando juntos; Tobías lleva en la mano izquierda un pescado con el que, según lo dicho por Rafael, pueden prepararse remedios (Tobías 6:4). A su lado, camina un perro que los acompaña durante todo el viaje (Tobías 6:1).
En el siglo XVIII, Felipe Scío de San Miguel declaró que la presencia de un perro en la historia era símbolo de la fidelidad.
La pintura es similar a otra de Antonio Pollaiuolo, unos 10 años más antigua y conocida como El Arcángel Rafael y Tobías (Arcangelo Raffaele e Tobiolo, en italiano).

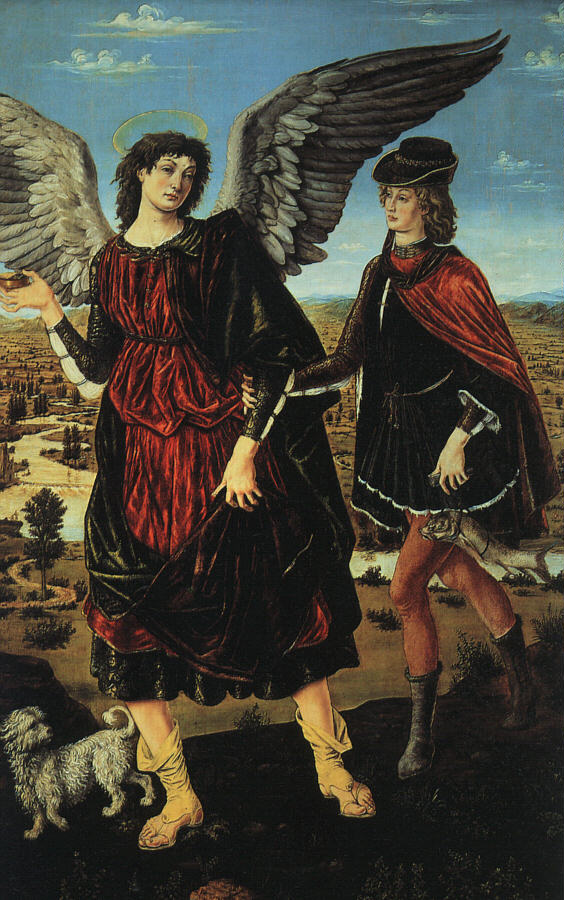
El Arcángel Rafael y Tobías de Pollaiuolo, similar a la realizada después por Verrocchio.

De acuerdo con el historiador de arte de la Universidad de Oxford Martin Kemp, Leonardo da Vinci, que en ese tiempo era alumno de Verrocchio, pudo haber participado en la realización de la obra, él le atribuye específicamente el pez. Por otro lado, David Alan Brown, de la Galería Nacional de Arte en Washington D. C., dice que también pintó el perro y la cabeza de Tobías. De ser cierto, sería el primer ejemplo del trabajo de Leonardo.

Algunos fragmentos atribuidos a Leonardo da Vinci:
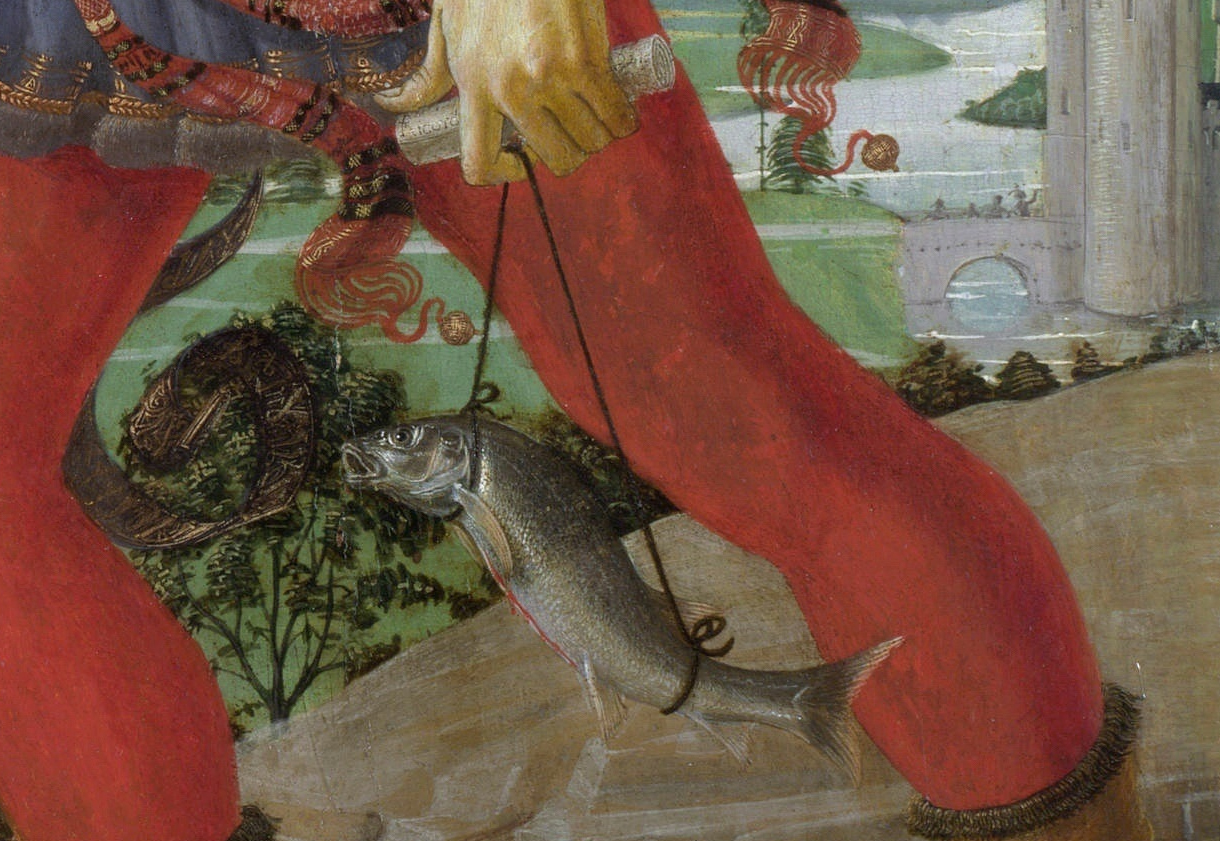
El pescado
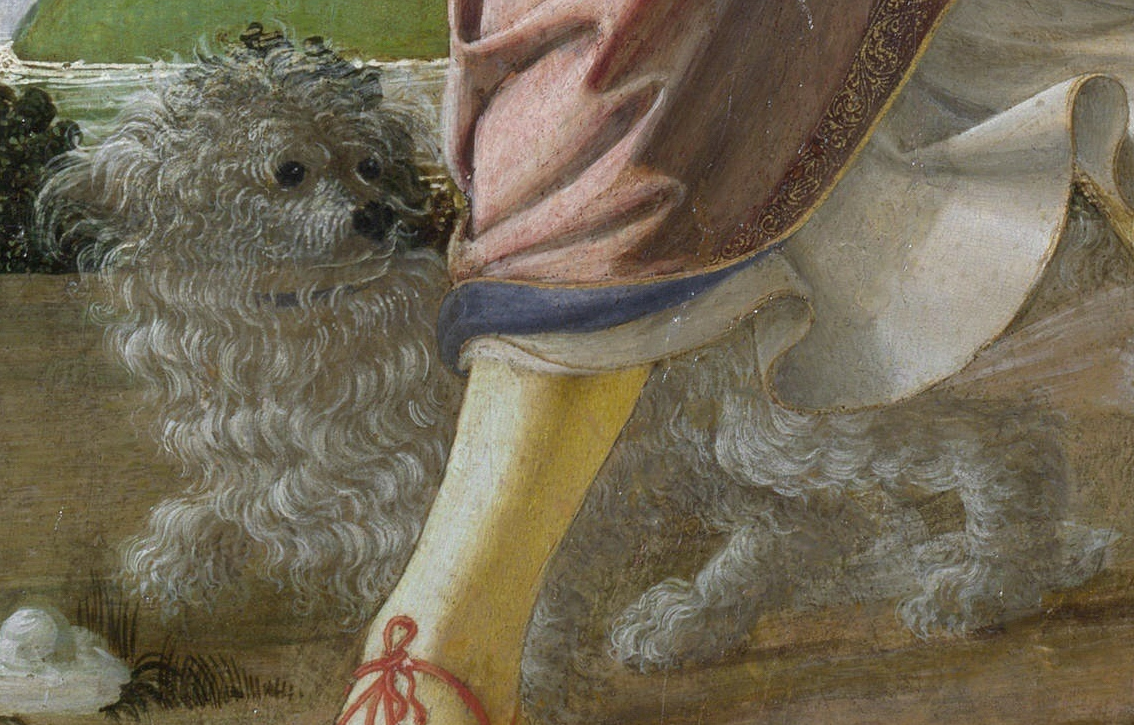
El perro